# Julus laurorum
Julus laurorum är en mångfotingart som beskrevs av Karl Wilhelm Verhoeff 1907. Julus laurorum ingår i släktet Julus och familjen kejsardubbelfotingar. Inga underarter finns listade i Catalogue of Life.